# Cajuner

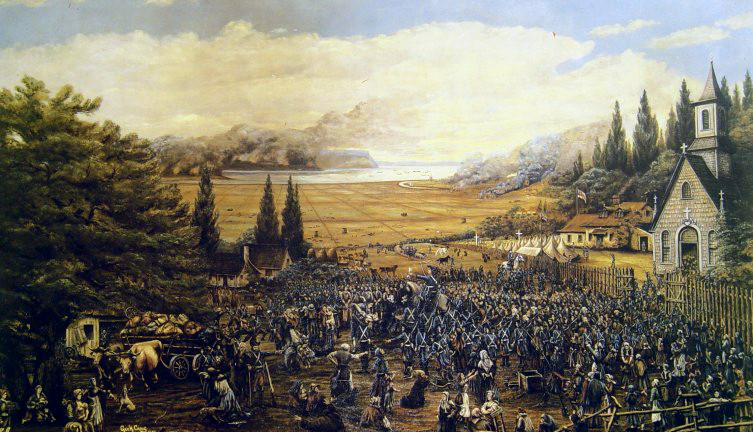
Akadiernas fördrivande 1755.

Cajuner (äldre: kajaner, franska: Cadiens, från acadien) är en etnisk grupp som lever i delstaten Louisiana i USA. De härstammar delvis från de akadier som av britterna fördrevs från kolonin Akadien i nuvarande Nova Scotia och New Brunswick under sjuårskriget (1754–1763), då de vägrade svära trohetsed till den brittiska kronan. År 1790 hade 4 000 akadier kommit till Louisiana. I dag finns det totalt 597 729 cajuner, varav 432 549 i Louisiana, 56 000 i östra Texas och 91 000 i övriga USA.[källa behövs]
De flesta cajuner bor i den fruktbara sumpmarken i södra Louisiana, där de upprätthåller en egen och särpräglad kultur. Långt in i modern tid levde de tämligen isolerat i förhållande till de dominerande strömningarna i det amerikanska samhälls- och kulturlivet. Jordbruk är den viktigaste näringen, med odling av majs, jams, sockerrör och bomull. Lafayette är områdets största stad och cajun-folkets kulturella centrum.

## Språk
Cajunfolket är historiskt sett fransktalande, men i dag pågår språkbyte till engelska. Deras språk är en form av patois, fransk dialekt med lånord från engelska, spanska och tyska samt afrikanska och indianska språk.

## Kultur

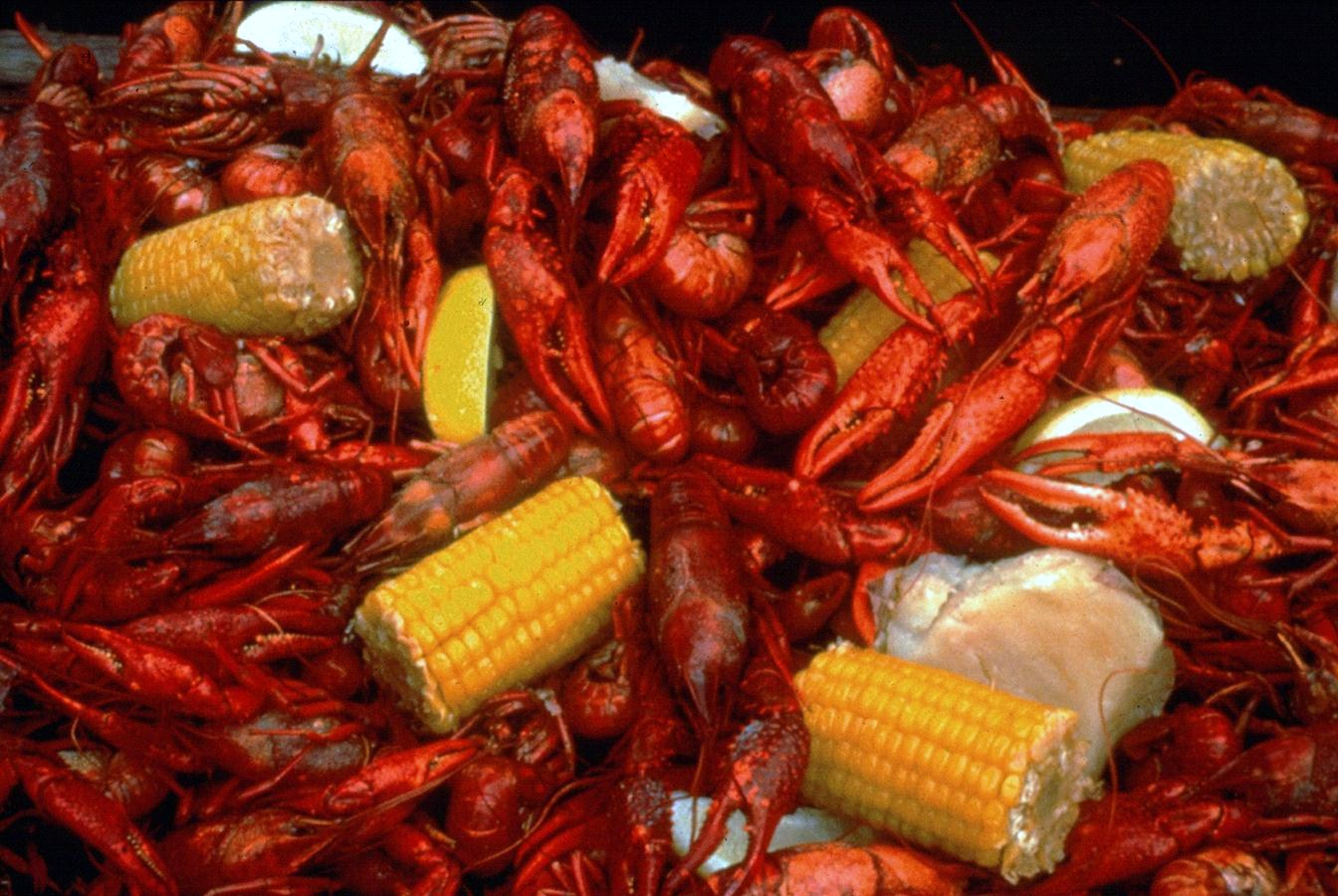
Kräftan var fattigmansmat i Louisiana och föraktades av den engelsktalande överklassen. Den utgör ett viktigt inslag i cajunköket.

Cajunfolket har haft stor påverkan på kulturen i Louisiana. Samtidigt kan cajunkulturen ses som en subkultur i Louisiana, och den kultur det handlar om omfattar i princip endast cajunmusiken och matkulturen. Deras traditionella musik är en blandning av fransk folkmusik, countrymusik, blues, rock'n'roll och latinamerikanska rytmer. Den svarta befolkningen har tagit upp delar av cajunfolkets kultur, delvis också deras språk. Deras variant av cajunmusik kallas zydeco, och är känd bland annat genom artister som Clifton Chenier och Queen Ida.
Cajunköket är också särpräglat och välkänt. Typiska rätter är grytan gumbo och risrätten jambalaya, och typiska ingredienser är kyckling, skaldjur och kryddstark korv.

## Kända personer med Cajunpåbrå
Här följer ett urval av personer med cajunpåbrå.
- Armand Duplantis [4]
- Jared Leto [5]
- Shia LaBeouf [6]